# Sautèrnas
|  | Per a altres significats, vegeu «Vi de Sauternes». |

Sautèrnas (en francès Sauternes) és un municipi francès situat al departament de la Gironda i a la regió de la Nova Aquitània.

## Demografia
| 1962                                       | 1968 | 1975 | 1982 | 1990 | 1999 | 2007 |
| ------------------------------------------ | ---- | ---- | ---- | ---- | ---- | ---- |
| 524                                        | 582  | 580  | 578  | 589  | 587  | 693  |
| Des de 1962: població sense dobles comptes |      |      |      |      |      |      |

## Administració
| Període   | Identitat                  | Partit |
| --------- | -------------------------- | ------ |
| 1934-1971 | Armand Bastit Saint Martin |        |
| 1971-1989 | Alexandre de Lur Saluces   |        |
| 1989-1995 | Pierre Boussicaut          |        |
| 1995-     | Jean-Michel Descamps       |        |